# Jon Bang
Jon Bang (født 15. august 1964, død 10. juni 2021) var en dansk atlet. Han var medlem af Esbjerg AF og Freja Odense.
Jon Bang vandt det danske mesterskab i hammerkast 1987, og et andet højdepunkt i hans karriere var deltagelsen ved junior EM i 1983.
Jon Bangs far Orla Bang vandt otte danske mesterskab i hammerkast og et i vægtkast.

## Internationale ungdomsmesterskaber
1983 JEM Hammerkast 13. plads 51,76

## Danske mesterskaber
- Sølv 1988 Vægtkast 18,70
- Guld 1987 Hammerkast 57,10
- Sølv 1987 Vægtkast 17,85

## Personlige rekord
- Hammerkast: 58,29 1985
- Vægtkast: 17,97 1988
- Kuglestød: 13,56 1983
- Diskoskast: 38,69 1984
- Kastefemkamp: (54,33-12,63-37,32-16,31-30,05) 3.331p 1984